# Firuz Shah Suri
 (mai 2025).
Firuz Shah Suri fut sultan d'Hindoustan du 22 novembre 1554 jusqu'à son assassinat la même année. Fils d'Islam Shah Suri, il lui succéda en 1554, à l'âge de douze ans. Firuz Shah Suri fut assassiné quelques jours après son couronnement par Muhammad Mubariz Khan, le neveu de Sher Shah Suri, qui régna plus tard sous le nom de Muhammad Shah Adil Suri.

## Sources
- Smith, Vincent Arthur (1917). Akbar the Great Mogul, 1542–1605. Oxford at the Clarendon Press. p. 33.
- Baumer, Christoph (2018). History of Central Asia, The: 4-volume set. Bloomsbury Publishing.  (ISBN 978-1-83860-867-5).